# DS (motorfiets)
DS is een historisch Zweeds merk van motorfietsen.
De bedrijfsnaam was: DS Svenska Motorcykelfabriken NV, Falun, later Hedemora.
DS werd in 1924 opgericht door de dierenarts David Senning en een ingenieur die Dahlin heette. Zij bouwden bijzondere machines waarvan de frames, voor- en achtervorken van smeedstaal waren gemaakt. Er werden 746cc-MAG-kop/zijklepmotoren ingebouwd.
Eind 1925 verhuisde het bedrijf naar Hedemora, maar in die tijd verkeerde Zweden in een economische crisis en de mooie, maar op kleine schaal geproduceerde en dus dure DS-machines konden niet concurreren tegen de goedkopere Husqvarna’s. In 1927 werd de productie gestaakt. Er waren toen ca. 520 motorfietsen gemaakt.